# Amurosaurus
Amurosaurus riabinini
Genre
Espèce
Amurosaurus (« lézard de l'Amour ») est un genre fossile de dinosaures herbivores de la famille des hadrosauridés (« dinosaures à bec de canard »), découvert à la frontière entre la Russie et la Chine. Il vivait à la fin du Crétacé il y a environ 66 millions d’années. Comme beaucoup de lambéosaures, Amurosaurus aurait été un herbivore bipède/quadrupède avec un museau de type « bec de canard » et une crête creuse au-dessus de la tête même si une telle crête n'a jamais été trouvée, les os fossiles d'adultes étant rares. Mais un adulte mesurait probablement un peu moins de 6 m de long.

## Étymologie
Le nom Amurosaurus « lézard de l'Amour » est dérivé du nom du Amour (fleuve) (Амур « Amur » en russe) et du mot grec sauros qui signifie « lézard ». Car c'est près du fleuve Amour (appelé Heilongjiang ou "Rivière du Dragon Noir" en chinois) qu'ont été trouvés les premiers restes de ce dinosaure.

## Classification
Amurosaurus est caractérisé par de nombreuses autapomorphies, ou caractéristiques uniques, du crâne, ainsi que la forme sigmoïde du cubitus quand il est vu de face ou de côté. La plupart des autres lambéosaurinés connus ont des crêtes creuses sur le dessus de leurs crânes, et bien que les os qui composent une telle crête ne figurent pas dans les restes de ce dinosaure, les os de la voûte du crâne sont modifiés afin de soutenir une crête, de sorte qu'il peut être supposé que Amurosaurus en possédait une. Comme la plupart de ces caractéristiques ont été décrites récemment, début 2006, Amurosaurus n'a été soumis qu'a une seule analyse cladistique qui l'a placé en tant que base de la famille des hadrosaures lambéosaurinidés, sous-famille dont sont issus par exemple, Corythosaurus, Hypacrosaurus ou encore Olorotitan. 

Tous les autres lambeosaurinidés fondamentaux connus viennent d'Asie. Ce qui amène à l'hypothèse que les lambeosaurinidés étaient originaires de ce continent puis ils ont migré et se sont dispersés en Amérique du Nord en traversant le détroit de Béring. Deux groupes dérivés ont évolué plus tard: les Parasaurolophini (Parasaurolophus, Charonosaurus) et les corythosaurini (aujourd'hui connu sous le nom de clade Lambeosaurini) (Corythosaurus, Nipponosaurus). Des membres des deux groupes se trouvant en Asie et en Amérique du Nord, une dispersion supplémentaire a dû se produire après leur évolution mais la direction dans laquelle cette dispersion a eu lieu n'est pas encore très claire,.

## Découverte et Histoire
Les paléontologues russes Yuri L. Bolotsky (d) et Sergei Mikhailovich Kurzanov (d) ont décrit pour la première fois ce dinosaure en 1991. Tous les fossiles d'Amurosaurus ont été découverts dans une seule strate fossilifère, découverte en 1984 dans les limites de la ville de Blagoveschensk, dans l'Oblast d'Amour en Extrême-Orient russe. Cette strate fossilifère a été trouvée dans la Formation d'Udurchuk la plus ancienne formation géologique du Groupe Tsagayen en extrême-orient Russe et au nord-est de la Chine. Cette formation est censée appartenir à l'étage Maastrichtien du Crétacé supérieur qui a été déposée il y a environ 66 millions d'années. Les sédiments ont été déposés dans la plaine inondable de la rivière, qui a transporté les fossiles, mais seulement sur une courte distance, à en juger par les os hétéroclites, désarticulés, mais bien conservé au sein de la strate fossilifères, y compris les éléments du crâne, très fragiles. Seule une petite partie de la strate a été découverte mais 90 % des restes trouvés à ce jour appartiennent à des lambéosaurinés comme Amurosaurus, pour la plupart de jeunes spécimens, le reste appartenant à d'autres taxons, tel que l'hadrosaure Kerberosaurus. Des dents de théropodes sont également abondantes et les os presentent parfois de nombreuses marques de morsures, faites par des prédateurs ou des charognards.
Les restes types consistent en un os maxillaire et une mandibule, toutes deux appartenant au côté gauche du même individu. D'autres os du squelette et du crâne ont été préservés mais viennent d'individus différents. Cet autre matériel a été décrit plus récemment, ce qui fait d’Amurosaurus  le dinosaure le plus abondant et le plus connu des dinosaures Russes.

### Espèces
Il y a une seule espèce connue, Amurosaurus riabinini, nommée en l'honneur du paléontologue russe Anatoly Nikolaevich Riabinin (d) (1874-1942) qui a conduit la première expédition pour découvrir des restes de dinosaures dans la région de l'Amour en 1916 et 1917,.